# Spaelotis nipona
Spaelotis nipona är en fjärilsart som beskrevs av Felder 1874. Spaelotis nipona ingår i släktet Spaelotis och familjen nattflyn. Inga underarter finns listade i Catalogue of Life.